# Нижнее Кальтяево
Нижнее Кальтяево (баш. Түбәнге Кәлтәй) — деревня в Татышлинском районе Республики Башкортостан Российской Федерации. Входит в состав Кальтяевского сельсовета.

## География

### Географическое положение
Расстояние до:
- районного центра (Верхние Татышлы): 9 км,
- центра сельсовета (Кальтяево): 4 км,
- ближайшей ж/д станции (Куеда): 34 км.

## Население
| 2002 | 2009 | 2010 |
| ---- | ---- | ---- |
| 48   | ↘41  | →41  |

Национальный состав
Согласно переписи 2002 года, преобладающая национальность — башкиры (77 %).